# Dombrava
Dombrava este o localitate din comuna Renče - Vogrsko, Slovenia, cu o populație de 55 de locuitori.